# Mario Bénard
Mario José Bénard (Buenos Aires, Argentina; ¿? - Ibídem; 13 de marzo de 1950) fue un director, autor y empresario argentino.

## Carrera
Tuvo el cargo de, entre otras cosas, representar SADAIC (Sociedad de Autores de Argentina) en sus viajes por el exterior. En sus inicios trabajó como asesor y apoderado de don Oscar Ossovesky, quien funcionaba por aquel entonces como representante de SADAIC, pero también de la Sociedad de Autores Franceses.
Fue el creador de la Ley 11.723 de propiedad intelectual, que fue impulsada por Nobles y Sánchez Sorondo. Esa ley logró activarse gracias a los continuos esfuerzos de él con Horacio Rodríguez, asesor letrado de Argentores. Con su figura escuálida un poco donquijotesca, era simpático y afectuoso. "El Flaco", como se lo apodaba, dio con su personalidad y representación, prestigio y prestancia a la Sociedad. 
En 1926 escribió junto a Manuel Romero Los muchachos de antes no usaban gomina que fue dirigida en teatro en 1926 por el mismo Manuel Romero con música de Francisco Canaro. Luego se hizo película en 1936 bajo el mismo nombre.
En 1930, se reunió en el local de la calle Callao Nº 184, con los señores Compositores de música Ciriaco Ortíz, César Vedani, Osvaldo Fresedo, Francisco Canaro, Juan F. Noli, Homero Manzi, Enrique Santos Discépolo, José Pécora, Francisco García Jiménez y José María Contursi, fundando el Círculo de Autores y Compositores de Música, con la única finalidad de efectuar la defensa y cobranza del derecho de ejecución (pequeño derecho).
Gran amigo de Enrique Sántos Discépolo, trabajó junto a él en decenas de obras teatrales. Fue uno de los personajes íntimamente ligado al teatro argentino a inicios de la década del siglo XX. En 1931 viaja a Chile con la compañía de Tania que él dirigía. En el elenco también estaban Enrique Santos Discépolo, Alfredo Le Pera (guitarrista de Carlos Gardel), la vedette Carmen Lamas y la bailarina Aída Martínez.
Corformó la Comisión Pro-Mausoleo a Carlos Gardel formada junto a Francisco Canaro, Azucena Maizani, Jaime Yankelevich, Mercedes Simone, Libertad Lamarque, Ada Falcón, Francisco Lomuto, León Elkin, Ignacio Corsini y Charlo.
En retribución y reconocimiento a la intensa labor que desplegara en pro de los derechos autorales, recibió una honrosa consagración: Francia lo condecoró con la Legión de Honor, distinción de alto mérito con que el gobierno extranjero se lo consagró poro tiempo antes de su deceso.
Compañero de Carlos Gardel en algunas reuniones. Una versión muy difundidas en algunas biografías de Gardel, es que cuando fallece el zorzal en un trágico accidente aéreo en Colombia en 1935, Augusto Rodríguez Larreta y Mario Bénard, se presentaron al señor Armando Defino, quien fuera apoderado del intérprete para hacer entrega al mencionado magistrado de un sobre lacrado que contendría el testamento del popular cantante. La heredera universal era su madre Marie Berthe Gardès, pero luego de que esta muriera Francisco Canaro y Bénard visitaron a Delfino para extorsionarlo con treinta mil pesos si transfería la herencia del tanguero a su compañero José Razzano.
En octubre de 1949 integra la "Organización Mundial de la Confederación Internacional de Sociedades de Autores y Compositores", realizado en esta junto a José Razzano, Alejandro Beruti y F. Canaro.
En cuatro largos y angustiosos meses, la ciencia médica empleó todos sus recursos para salvar la vida de Mario Bénard luego de una larga enfermedad. Finalmente murió el lunes 13 de marzo de 1950. Su señora esposa, cuando Bénard falleció, le colocó en el ojal de la solapa del saco el clásico botón, distintivo del alto honor con que un gobierno extranjero le había consagrado en vida. Sus restos descasan en el panteón de SADAIC del Cementerio de la Chacarita.